# Little Rebel
CSS Little Rebel – amerykański okręt rzeczny – taranowiec z okresu wojny secesyjnej, przebudowany ze statku cywilnego, używany przez wojska Konfederacji, a następnie Unii, jako USS „Little Rebel”, podczas kampanii na Missisipi.

## Budowa
„Little Rebel” został zbudowany w Belle Vernon w stanie Pensylwania nad rzeką Monongahela w 1859 jako cywilny drewniany parowiec o napędzie śrubowym „R. E. & A. N. Watson”.
Po wybuchu wojny domowej w USA został zakupiony w Nowym Orleanie przez rząd Konfederacji, po czym 25 stycznia 1862 rozpoczęto jego przebudowę na okręt – taranowiec. Otrzymał nazwę „Little Rebel” – Mały rebeliant.
Przebudowa polegała przede wszystkim na wzmocnieniu jego dziobu przez pokrycie osłoną z drewna dębowego grubości 10 cm (4") i żelaznych płyt grubości 25 mm (1"). Wzmocniono osłonę maszynowni przez dodatkowe drewniane przegrody, a ściany nadbudówki osłonięto belami sprasowanej bawełny umieszczonymi pomiędzy dodatkowymi przegrodami, co dawało niewielką ochronę przed ostrzałem, stąd zaliczany był do okrętów typu cottonclad. Zamontowano też na nim uzbrojenie w postaci 3 dział gładkolufowych 12-funtowych (118 mm). Przebudowę ukończono 11 kwietnia 1862. „Little Rebel” był nietypowy wśród okrętów walczących na Missisipi z uwagi na swój napęd śrubowy (praktycznie wszystkie pozostałe miały napęd kołowy).

## Służba w siłach Konfederacji
Po przebudowie, „Little Rebel” w kwietniu 1862 wszedł w skład Flotylli Obrony Rzeki (River Defense Fleet) Armii Konfederacji (nie należącej do Marynarki), jako okręt flagowy jej dowódcy komandora (Capt.) J.E. Montgomery’ego. Skierowany z Nowego Orleanu pod Fort Pillow w stanie Tennessee, wziął następnie udział w walkach na Missisipi. Dowodził nim komandor (Capt.) J. White Fowler.
10 maja „Little Rebel” jako okręt flagowy wziął udział w zwycięskiej bitwie Flotylli pod Fort Pillow z kanonierkami pancernymi Unii, aczkolwiek bezpośrednio nie atakował taranem, jedynie ostrzeliwał okręty Unii.
6 czerwca 1862 doszło do bitwy pod Memphis z pancernymi kanonierkami i nowymi taranowcami Unii, przegranej przez Konfederatów. Podczas niej „Little Rebel” usiłował zaatakować taranowiec „Monarch”, lecz bez skutku, za to „Monarch” uszkodził go taranując i zmusił do wyrzucenia się na brzeg po stronie Arkansas, gdzie został następnie zdobyty przez siły Unii. Dodatkowo okręt został uszkodzony ogniem kanonierki pancernej USS „Carondelet”.

## Służba w siłach Unii
9 stycznia 1863 okręt został zakupiony przez Marynarkę Wojenną USA od sądu pryzowego stanu Illinois (Prize Court) i po remoncie i modernizacji w Cairo został wcielony do służby pod nazwą USS „Little Rebel”. Dowódcą został Acting Master William R. Sanford. Został zaliczony do grupy lekko opancerzonych kanonierek tinclads, z numerem 16. Jego uzbrojenie stanowiły dwa działa 24-funtowe (147 mm) i 2 działa gwintowane 12-funtowe (93 mm).
W służbie Unii w 1863 „Little Rebel” głównie prowadził działania patrolowe i przeciwpartyzanckie na Missisipi i jej dopływach. 21 sierpnia 1863 dołączył do flotylli. W październiku zatrzymał parowiec „City of Alton” i prowadził rozpoznanie w rejonach Bird’s Point, Cypress Bend, na rzece Yazoo i w rejonie Hopefield w stanie Arkansas, gdzie okręty Unii w grudniu 1863 zlikwidowały działalność partyzancką.
Na początku kampanii na Red River, „Little Rebel” w marcu 1864 patrolował od Red River do Fortu Adams nad Missisipi. W kwietniu powrócił do patrolowania Missisipi. W maju 1865 uczestniczył w dozorowaniu rzeki w celu zapobieżenia ucieczce prezydenta Konfederacji Jeffersona Davisa. 28 maja konwojował transporty żołnierzy na Red River, pozostając w ujściu rzeki w okresie redukcji eskadry w czerwcu.
Dowódcą USS „Little Rebel” w początkowym okresie był m.in. kmdr ppor. (Capt.) Willaim Hoel.
USS „Little Rebel” wycofano ze służby wojskowej w Mound City 24 lipca 1865, po czym został 29 listopada 1865 sprzedany prywatnemu armatorowi Danielowi Jacobsowi.
4 marca 1867 zmieniono nazwę na „Spy”. Statek służył w żegludze handlowej do 1874.